# Франсіс Карко
Франсіс Карко (власне Франсуа Каркопіно-Тусолі, нар. 3 липня 1886, Нумеа, Нова Каледонія — пом. 26 травня 1958, Париж) — французький письменник і мистецтвознавець. Найважливішими його романами вважаються: «Ісус Перепілка» (1914), «Невинні» (1916) і «Людина слід» (1922); Дія романів відбувається в паризьких мистецьких кварталах та кварталі червоних ліхтарів. Легендарний образ паризьких кварталів на кштат Пігаль, Монпарнас і Латинського кварталу, багато в чому завдячує описам Карко.

## Біографія
Син французького тюремного офіцера з Корсики, він виріс у Новій Каледонії під брязкіт ланцюгів виправної колонії. З 1897 року родина повернулася до Франції. Після постійних конфліктів із запальним батьком, свавільний хлопець занурився як у кримінальне середовище свого містечка, а також у поезію Рембо та близьких до нього поетів. Починаючи з 1910 року в Парижі, його вабили переаажно квартали повій, шахраїв і богеми. Як поет він став «центральною фігурою так званої фантазійної школи (École fantaisiste), яка черпала своє натхнення у світі Монмартру». У тамтешніх нічних барах він також заробляв гроші виступами з піснями.
Карко дружив з такими митцями, як Колетт, Кетрін Менсфілд, Гійом Аполлінер, Макс Жакоб, Амедео Модільяні. Його романи незабаром зробили його одним із найбільш продаваних франкомовних авторів міжвоєнного періоду. У 1937 році він став членом Гонкурівської академії. Після швейцарської еміграції під час війни він повернувся до Франції й оселився в Л'Іль-Адамі зі своєю дружиною Еліан Негрін (одружився в 1936 році; вона померла в 1970 році).
З 1948 року він знову жив у Парижі, де й помер у 1958 році від наслідків хвороби Паркінсона. Місце його останнього спочинку розташоване на цвинтарі Баньє.

## Пошанування
- 1922 Велика премія Французької академії за роман L'Hommetraqué.
- У 1937 році Гонкурівська академія обрала Карко наступником покійного Гастона Шеро (крісло 9).

## Твори
Автобіографічні
- De Montmartre au Quartier latin. Édition Sauret, Monaco 1993, ISBN 2-85051-000-9. (EA Paris 1927)
- Mémoires d'une autre vie. souvenirs d'enfance. Michel, Paris 1934.
- Montmartre à vingt ans. Michel, Paris 1938.
- Nostalgie de Paris. Gallimard, Paris 1951. (EA Paris 1941)
- Maman Petitdoigt. Éditions Crès, Paris 1922.
- Rendez-vous avec moi-même. Michel, Paris 1957.

Есеї
- Instincts (Les contemporains; 11). Paris 1911.
- Promenades pittoresques à Montmarte. Paris 1922.
- Suite espagnole. Paris 1931.
- La Route du bagne. Ferenczi, Paris 1936.
- Petite suite sentimentale. Ferenczi, Paris 1936.

Поезія
- La Bohème et mon cœur. Paris 1912.
- Chansons aigres-douces. Michel, Paris 1986, ISBN 2-226-02538-3. (EA Paris 1912)
- Au vent crispé du matin. Poèmes en prose. NEN, Paris 1913.
- Petits airs. Éditions David, Paris 1920.
- La Rose au balcon. Chabaneix, Paris 1936.
- Á l'amitié. Édition Paul, Paris 1937.
- Mortefontaine. Michel, Paris 1946.
- Poèmes en prose. Michel, Paris 1948.
- La Romance de Paris. Michel, Paris 1949.
- Poésis complètes. Gallimard, Paris 1955.

Проза
- Jésus la Caille. 1914.
- Les Innocents. Michel, Paris 1973. (EA Paris 1916).
- Les Malheurs de Fernande. L’Édition, Paris 1918.[6]
- Au coin des rues. Ferenczi, Paris 1930. (EA Paris 1918)
- разом з П'єром Мак-Орланом : Les Mystères de la Morgue ou le Fiancées du IVº arrondissement. Roman gai. Renaissance du livre, Paris 1918.
- L'Equipe. Roman des fortifs. Michel, Paris 1989, ISBN 2-226-03704-7. (EA Paris 1919)
- Bob et Bobette s'amusent. Roman. Le Passeur, Nantes 2003, ISBN 2-907913-95-6. (EA Paris 1919)
- Scènes de la vie de Montmartre. Roman. Fayard, Paris 1919.
- L'homme traqué. Paris 1922.
- Rien qu'une femme. EJL, Paris 1995, ISBN 2-277-30071-3. (EA Paris 1923)
- Vérotchka l'Etrangère ou le Gout du malheur. Fayard, Paris 1939. (EA Paris 1923, ілюстрації: René-Yves Creston)
- La Lumière noire, Michel, Paris 1934.
- Nuits de Paris. Roman. Le divan, Paris 1927.
- Rue Pigalle. Roman. Maîtres, Paris 1949. (EA Paris 1928)
- La Rue. Roman. Michel, Paris 1970. (EA Paris 1930)
- Palace Egypte. Roman. Michel, Paris 1933.
- L'Ombre. Roman. 1933.
- Brumes. Roman. Michel, Paris 1974, ISBN 2-253-00784-6. (EA Paris 1935)
- Ténèbres. Roman. Michel, Paris 1951. (EA Paris 1935, ілюстрації: Émilien Dufour)
- L'Homme de minuit. Roman. Michel, Paris 1951. (EA Paris 1938)
- Compagnons de la mauvaise chance. Milieu du monde, Paris 1954.

Романні біографії
- Le Roman de François Villon. Le table ronde, Paris 1996, ISBN 2-7103-0749-9. (EA Paris 1926)
- Utrillo. Grasset, Paris 1956.
- Verlaine. Poète maudit. Michel, Paris 1996, ISBN 2-226-08639-0. (EA Paris 1939)
- Gérard de Nerval. Michel, Paris 1953.
- Francisco de Goya. Michel, Paris 1953.

П'єси
- Rue Pigalle. Drame en trois actes. Michel, Paris 1949.[7]